# هوراسيو سان مارتين
هوراسيو سان مارتين (بالإسبانية: Horacio San Martín) هو لاعب اتحاد الرغبي أرجنتيني، ولد في 15 فبراير 1982 في فورموزا في الأرجنتين.

## وصلات خارجية
- هوراسيو سان مارتين على موقع سلسلة سباعيات الرغبي العالمية - رجال (الإنجليزية)
- هوراسيو سان مارتين عل موقع إسبنسكروم (الإنجليزية)
- هوراسيو سان مارتين على موقع ItsRugby.co.uk (الإنجليزية)